# Ступње
Ступње (слч. Stupné) насељено је мјесто са административним статусом сеоске општине (слч. obec) у округу Повашка Бистрица, у Тренчинском крају, Словачка Република.

## Становништво
| Година:    | 1994. | 2004.   | 2014.   | 2024.   |
| ---------- | ----- | ------- | ------- | ------- |
| Број људи: | 696   | 689     | 718     | 687     |
| Разлика:   |       | -1,00 % | +4,20 % | -4,31 % |

| Година:    | 2023. | 2024.   |
| ---------- | ----- | ------- |
| Број људи: | 688   | 687     |
| Разлика:   |       | -0,14 % |

Према подацима о броју становника из 2024. године насеље је имало 687 становника.